# Andrew Zimmern
Andrew Zimmern (Nova York, 04 de julho de 1961) é um chef, escritor,  apresentador de televisão e professor culinário norte-americano. Ele é o co-criador e consultor de produção da série Bizarre Foods with Andrew Zimmern do canal Travel Channel, no Brasil o programa é exibido pelo canal TLC Brasil, e em Portugal é exibido pela SIC Radical Por seu trabalho em Bizarre Foods, Andrew Zimmern foi apresentador do prêmio "James Beard Foundation Award" em 2010, prêmio voltado ao meio gastronômico.

## Biografia
Zimmern nascido e criado em Nova York descende de uma família judaica. Ele começou seu treinamento formal na culinária com apenas 14 anos de idade. Frequentou a "Dalton School" e se graduou na Vassar College. Contribuiu para muitos dos melhores restaurantes de Nova York como qualquer chef executivo ou gerente geral, ele também ministra palestra sobre gerência de restaurante e do design na The New School for Social Research.

### Apresentador
O programa Bizarre Foods with Andrew Zimmern estreou no Travel Channel com um episódio piloto em 01 de novembro de 2006. A série tem mais de seis temporadas e 100 episódios, com Anrew Zimmern visitando 32 países, e 14 estados nos Estados Unidos. Bizarre Foods também levou para casa dois prêmios CableFax em 2009, um pelo Melhor Programa de Televisão: Alimentos, e outra por Melhores Extras web on-line: Cozinha Bizarra.
Em 2009, Andrew Zimmern organizou um spin-off do Bizarre Foods, chamado "Bizarre World with Andrew Zimmern". Um piloto do programa e nove episódios foram produzidos em 8 países e 2 estados estadunidense.
Andrew estrelou em 2007 ao lado do apresentador Anthony Bourdain um episódio de Anthony Bourdain: No Reservations em Nova York; Anthony Bourdain fez o mesmo em Bizarre Foods. Ele também apareceu em um episódio no ano de 2009 de Man V. Food, com Adam Richman em Minneapolis onde introduziu lutefisk no cardápio de Richman.
Em janeiro de 2012, Bizarre Foods América estreou. Um spin-off de Bizarre Foods, neste Andrew Zimmern focada em várias cidades do Estados Unidos e mostras cozinhas locais e modos de vida.

### Prêmios e reconhecimento
Em maio de 2010, Andrew Zimmern ganhou o prêmio James Beard de personalidade marcante na TV com programa alimentar. Sua série online "Appetite for life", ganhou um prêmio Effie em 2010. Andrew Zimmern é chef executivo residente no Babson College.